# 雷德航空
雷德航空是一家總部設於多明尼加共和国圣多明哥亞美利加國際機場一家廉價航空。

## 歷史
雷德航空成立於2020年，是委内瑞拉航空公司激光航空和多米尼加的fixed-base operator公司的合资企业。該航空以低成本航空公司模式運作。

## 航點
截至2022年7月，該公司僅有一條往返亞美利加國際機場與邁阿密國際機場的航線。

## 機隊
雷德航空曾經擁有三架麥克道格拉斯MD81飛機，其中一架在一起事故中報廢，因此該公司目前僅運營兩架飛機。

## 事故
- 2021年7月23日，雷德航空203號班機在降落邁阿密時發生事故，機上140人全部生還，然而飛機報廢。[4][5][6][7][8] [9][10]

## 外部連結
- 官方网站